# 高瀬千賀子
高瀬 千賀子（たかせ ちかこ）は、日本出身の国際公務員。国際連合地域開発センター（UNCRD）所長を務めた。

## 人物・経歴
シンガポール留学を経て、1981年国際基督教大学教養学部卒業。1982年サセックス大学大学院修士課程修了、開発経済学修士。国際連合工業開発機関アソシエート・エキスパートを経て、1984年国際連合事務局入局。国際連合経済社会理事会支援・調整部政策調整課副課長（政策分析担当）等を経て、2011年国際連合地域開発センター所長代理。2012年から国際連合地域開発センター所長を務め、地域開発支援にあたった。